# Тајга (Кемеровска област)
Тајга (рус. Тайга) град је у Русији у Кемеровској области.

## Становништво
| 1939.  | 1959.  | 1970.  | 1979.  | 1989.  | 2002.  | 2010.  |
| ------ | ------ | ------ | ------ | ------ | ------ | ------ |
| 29.110 | 33.860 | 26.895 | 25.248 | 26.233 | 24.726 | 25.331 |